# Latifur Rahman
Latifur Rahman (1er mars 1936 - 6 juin 2017) était le 10e président de la Cour suprême et le 2e conseiller principal du Bangladesh.

## Jeunesse
Rahman est né à Jessore le 1er mars 1936. Son père était l'avocat Khan Bahadur Lutfur Rahman. Son oncle maternel, Nurul Huda, a été juge à la Haute Cour. Après avoir terminé son éducation scolaire à la Jessore Zila School et son éducation collégiale au Dacca College, Latifur Rahman a obtenu un baccalauréat universitaire (1955) et un master universitaire (1956) en littérature anglaise de l'université de Dacca. Par la suite, il a obtenu un baccalauréat universitaire en droit de la même université. Il a été membre de la faculté du Shahid Suhrawardy College,.

## Carrière
Rahman a commencé sa carrière d'avocat en tant que membre de la Haute Cour de Dacca en 1960. Il a été l'apprenti du premier procureur général du Bangladesh, MH Khandaker. Il est devenu juge permanent de la Haute Cour en 1981 et juge de la Division d'appel le 15 janvier 1990.
Rahman a occupé le poste de juge en chef pendant quatorze mois à partir de janvier 2000. Il a ensuite été nommé conseiller principal du gouvernement intérimaire, car il était le dernier juge en chef à prendre sa retraite pendant le mandat 1996-2001 de la Ligue Awami. Les huitièmes élections parlementaires ont eu lieu sous le gouvernement intérimaire le 1er octobre 2001. L'Alliance quadripartite dirigée par le BNP a pris le pouvoir lors de ces élections. Le 10 octobre, le juge Rahman a remis le pouvoir au nouveau premier ministre, Khaleda Zia,.
Latifur Rahman a décrit l'expérience des 87 jours de son administration à la tête du gouvernement dans un livre intitulé Tattabadhayak Sarkarer Dinguli O Amar Katha (Les jours du gouvernement intérimaire et mon récit). 

## Mort
Rahman est décédé à l'hôpital Samorita de Dacca le 6 juin 2017. Il y avait été admis dix jours avant, après avoir été victime d'une attaque, a déclaré à bdnews24.com le directeur général de l'hôpital, Nurul Islam Tuhin. Les juges de la Haute Cour, les anciens juges en chef et les juges de la Cour suprême  ont assisté à l'enterrement du juge Rahman. Le juge en chef Sinha était présent et lui a rendu hommage.